# ژان کنستانتین
ژان کنستانتین (رومانیایی: Jean Constantin؛ ‏ ۲۱ اوت ۱۹۲۷ – ۲۶ مهٔ ۲۰۱۰) بازیگر و کمدین مشهور یونانی‌تبار اهل رومانی بود. وی بین سال‌های ۱۹۶۰ تا ۲۰۱۰ میلادی فعالیت می‌کرد.
از فیلم‌ها یا مجموعه‌های تلویزیونی که وی در آن نقش داشته‌است، می‌توان به یاغی‌ها، انفجار، کمیسر متهم می‌کند، انتقام، دوئل، بازمانده، عمو مارین میلیاردر، تلهٔ مزدوران، فناناپذیران، آخرین فشنگ، گردنبند فیروزه‌ای، راز باخوس، چگونه قیامت را گذراندم و بادبان‌های برافراشته اشاره کرد.